# Санто Стефано дел Пјано
Санто Стефано дел Пјано је насеље у Италији у округу Перуђа, региону Умбрија.
Према процени из 2011. у насељу је живело 55 становника. Насеље се налази на надморској висини од 303 м.